# Саво Дрезгић
Саво Дрезгић (Београд, 11. август 2006) српски је кошаркаш. Игра на позицијама плејмејкера и бека, а тренутно наступа за Џорџија булдогсе.

## Каријера

### Клупска
Дрезгић је прошао све селекције млађих категорија Партизана. Дебитовао је за први тим Партизана у Купу Радивоја Кораћа на утакмици против Спартака из Суботице, 15. фебруара 2023. На својој дебитантској утакмици постигао је 2 поена. У Јадранској лиги дебитовао је 22. маја 2023, у плеј-оф утакмици против Студентског центра, постигавши 2 поена и 2 асистенције за непуна 4 минута.

## Успеси

### Клупски
- Партизан:
  - Јадранска лига (1): 2022/23.

### Репрезентативни
- Европско првенство до 18 година:  2024.

### Појединачни
- Идеална петорка Европског првенства до 18 година (1): 2024.